# Heniochus monoceros
Heniochus monoceros – gatunek morskiej ryby z rodziny chetonikowatych. Bywa hodowana w akwariach morskich.

## Występowanie
Rafy koralowe na głębokościach 2 – 30 m w Oceanie Indyjskim od wschodniej Afryki oraz Ocean Spokojny do południowej Japonii.

## Charakterystyka
Dorasta do 24 cm długości. Młode przebywają  pojedynczo, dorosłe osobniki pojedynczo lub w parach. Żywią się bezkręgowcami.